# Geranoaetus albicaudatus
Geranoaetus albicaudatus là một loài chim trong họ Accipitridae.